# 许昌专区
许昌专区，中华人民共和国河南省已撤销的行政区，在今河南省中部。1949年置，专员公署驻许昌市。辖许昌、漯河2市及许昌、长葛、鄢陵、临颍、郾城、舞阳、叶县、襄城、禹县、郏县、宝丰、临汝、鲁山13县。
1953年，原淮阳专区所属周口市及商水、西华、扶沟3县划入许昌专区。1954年，将临汝县划归洛阳专区。许昌专区辖15县。
1957年，由叶县、宝丰2县析置平顶山市，由省直辖。1958年，原由省直辖的平顶山市划入许昌专区；撤销周口市，并入商水县。专区辖3市、15县。
1960年，撤销宝丰县，并入平顶山市；撤销许昌县，并入许昌市；撤销郾城县，并入漯河市。1961年，恢复许昌、宝丰、郾城3县。
1964年，平顶山市改设平顶山特区（地级）。1965年，将扶沟、西华、商水3县划归周口专区。许昌专区辖2市、12县。
1969年，撤销许昌专区，改置许昌地区。